# سیارک ۱۵۱۵۰
سیارک ۱۵۱۵۰ (به انگلیسی: 15150 Salsa، نامگذاری:2000EO148)۱۵۱۵۰مین سیارک کشف شده‌است که در ۰۴ مارس ۲۰۰۰ کشف شد.